# Michele Bardsley
Michele Bardsley (* 1970 in Tulsa, Oklahoma, USA) ist eine US-amerikanische Autorin, die Romane mit paranormalen Themen schreibt. Sie ist vor allem durch ihre Serie Broken Heart bekannt. Diese beschreibt eine Kleinstadt, in der übernatürliche Erwachsene mit sterblichen Kinder wohnen und mit ungewöhnlichen Aspekten ihres neuen Lebens als Vampire zu kämpfen haben.

## Karriere
Bardsley unterschrieb ihren ersten Autorenvertrag 1998 und veröffentlichte im Anschluss eine romantische Komödie, „Daddy in Training“. Sie schrieb eine Anzahl Kurzgeschichten, Novellen und Romane für verschiedene Verlage. Zudem schrieb sie Artikel für US-amerikanische Magazine.
Sie bekam mehrere Auszeichnungen verschiedener Organisationen, unter anderem:
- Grand Prize in the 72nd Annual Writer’s Digest Writing Competition für A Mother Scorned
- OWFI’s coveted trophy award for Best Book of Fiction für Wild Women
- FWA’s Royal Palm Award for Best Romance Novel für Wild Women
- Crème de la Crème from the Oklahoma Writer’s Federation, Inc. für A Demon is a Girl’s Best Friend

Bardsley hält Workshops über Inspiration, Schreibtechniken, romantische Helden, Vampirfiktion, elektronisches Veröffentlichen und andere Themen ab. 

### Romane

#### Broken-Heart-Serie
1. Vampire zum Frühstück (I’m The Vampire, That’s Why, Signet Eclipse, 2006)
2. Ein Vampir zum Dinner (Don’t Talk Back To Your Vampire, Signet Eclipse, 2007)
3. Zum Nachtisch einen Vampir (Because Your Vampire Said So, Signet Eclipse, 2008)
4. Cocktail mit einem Vampir (Wait Until Your Vampire Gets Home, Signet Eclipse, 2008)
5. Over My Dead Body (Signet Eclipse, 2009)
6. Come Hell or High Water (Signet Eclipse, 2010)
7. Cross Your Heart (Signet Eclipse, 2010)
8. Must Love Lycans (Signet Eclipse, 2011)

#### The Wizards of Nevermore Series
1. Eine Hexe in Nevermore (Never Again, Signet Eclipse, 2011)
2. Never Say Never (Signet Eclipse, TBA)

#### Erotische Romanzen
Einige erotische Romane von Bardsley sind als E-Books erhältlich.